# Stenhomalus fenestratus
Stenhomalus fenestratus är en skalbaggsart som beskrevs av White 1855. Stenhomalus fenestratus ingår i släktet Stenhomalus och familjen långhorningar.
Artens utbredningsområde är:
- Laos.
- Myanmar.
- Taiwan.

Inga underarter finns listade i Catalogue of Life.